# رنه کرنو
رنه کرنو (فرانسوی: René Cornu‎; ۱۱ آوریل ۱۹۲۹ – ۲۳ مارس ۱۹۸۶) شناگر اهل فرانسه بود.